# Akcja bezpośrednia

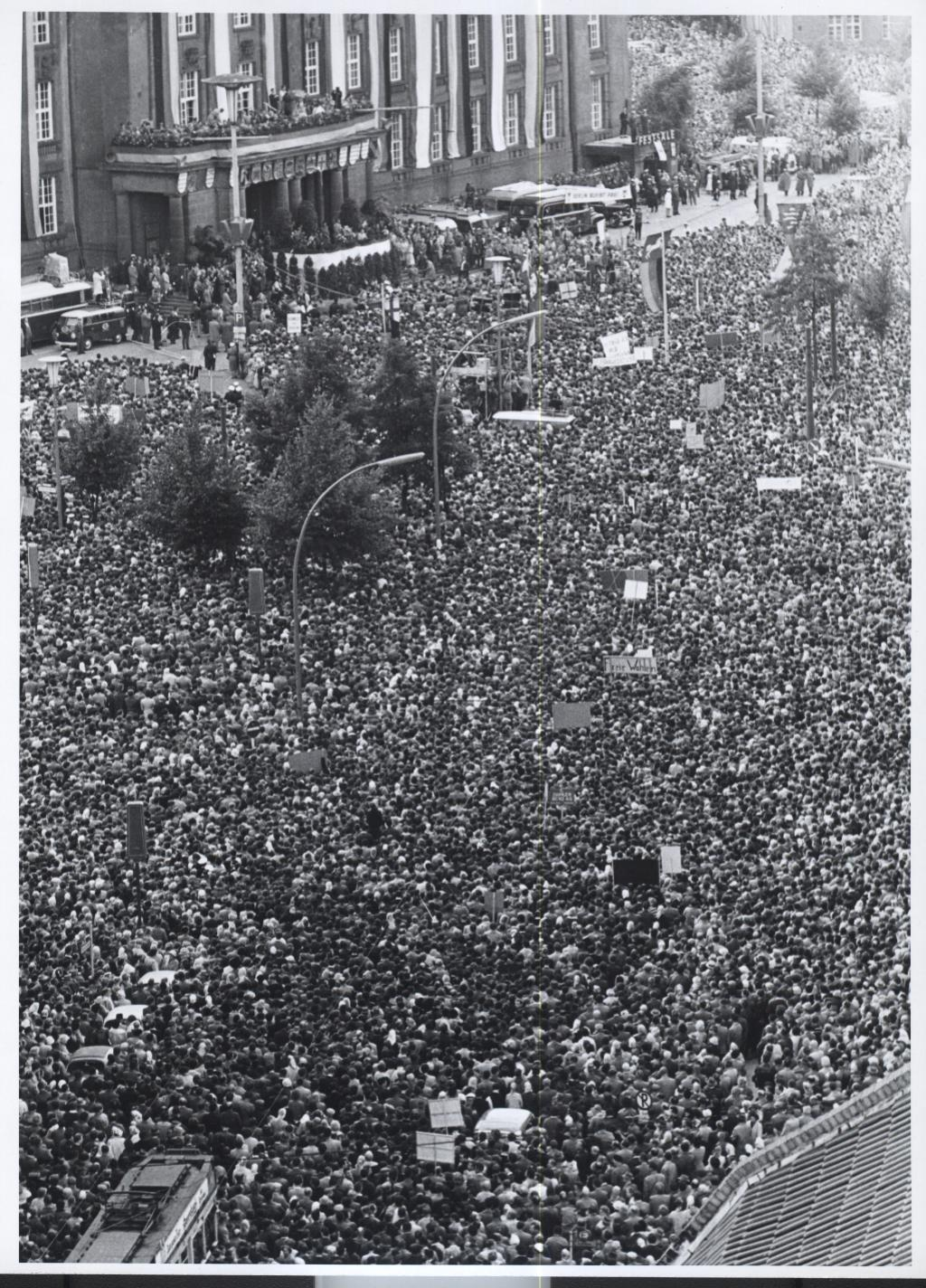
Protest przeciwko nowo wybudowanemu murowi berlińskiemu podczas zimnej wojny w 1961.

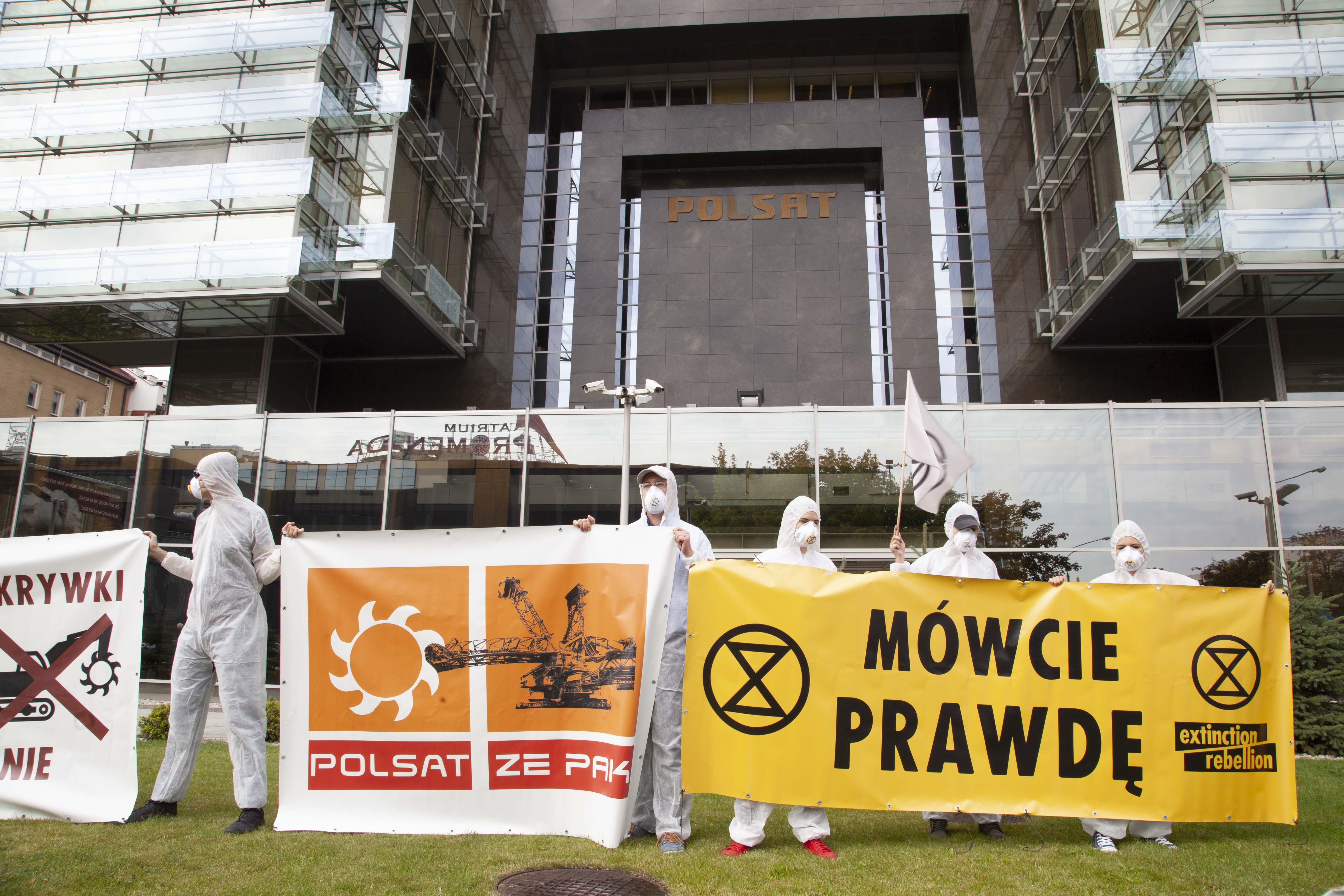
Protest Extinction Rebellion przed siedzibą Polsat (2019).

Akcja bezpośrednia – działanie polityczne, prowadzone bez pośrednictwa osób trzecich, takich jak wybrani przedstawiciele (w ramach systemu parlamentarnego); jedna z podstawowych zasad działalności anarchosyndykalistycznej a także anarchistycznej w ogóle, mające stanowić akt sprzeciwu wobec konkretnego istniejącego problemu społecznego.
Nieagresywne metody akcji bezpośrednich mogą stanowić: strajki, sabotaże, blokady uliczne, czy bojkoty. Zaś agresywne metody mogą stanowić: przemoc polityczna, napaści, podpalenia i niszczenie mienia. Z kolei polityka parlamentarna, dyskusje, negocjacje czy arbitraż nie są zwykle określane jako akcje bezpośrednie, ponieważ są wiążą się z podejściem reformistycznym.
Akcje bez użycia przemocy są czasami formą nieposłuszeństwa obywatelskiego i mogą wiązać się z pewnym stopniem celowego łamania prawa, kiedy to osoby ryzykują aresztowaniem za cenę wygłoszenia politycznego sprzeciwu, ale inne akcje (takie jak strajki) na ogół nie powinny naruszać prawa karnego.
Celem akcji bezpośredniej jest albo przeszkodzenie innemu podmiotowi politycznemu lub organizacji politycznej w wykonaniu jakiejś praktyki, której aktywiści się sprzeciwiają, albo rozwiązanie dostrzeżonych problemów, z którymi tradycyjne instytucje społeczne (rządy, organizacje religijne lub żółte związki zawodowe) nie radzą sobie w sposób satysfakcjonujący według uczestników akcji bezpośredniej.
Akcje bezpośrednie bez użycia przemocy były w przeszłości asertywną, regularną taktyką stosowaną przez ruchy społeczne, w tym przez Ruch Niepodległości Indii Mahatmy Gandhiego i Ruch Praw Obywatelskich. Anarchiści organizują się niemal wyłącznie w ramach akcji bezpośrednich (bez przemocy lub z jej użyciem) ze względu na odrzucenie polityki partyjnej i odmowę pracy w ramach hierarchicznych instytucji biurokratycznych.

## Historia
Taktyka akcji bezpośredniej istnieje od tak dawna, jak długo istnieją konflikty, ale nie wiadomo, kiedy termin ten pojawił się po raz pierwszy. Radykalny związek zawodowy Robotnicy Przemysłowi Świata po raz pierwszy wymienił termin „akcja bezpośrednia” w swojej publikacji w odniesieniu do strajku w Chicago przeprowadzonego w 1910. Inni znani praktycy akcji bezpośredniej to m.in. amerykański Ruch Praw Obywatelskich, Globalny Ruch Sprawiedliwości, sufrażystki, LGBT+ i inne ruchy na rzecz praw człowieka (np. ACT UP); rewolucjonista Che Guevara i niektóre grupy obrońców środowiska.
Amerykańska anarchistka Voltairine de Cleyre napisała w 1912 esej zatytułowany Direct Action, który jest dziś często cytowany. W eseju tym de Cleyre wskazuje na historyczne przykłady, takie jak herbatka bostońska i amerykański ruch antyniewolniczy, zauważając, że „akcja bezpośrednia zawsze była stosowana i ma historyczną sankcję tych samych ludzi, którzy ją teraz ganią”. Natomiast anarchosyndykalista Rudolf Rocker wskazywał, że akcja bezpośrednia podejmowana przez robotników, w przeciwieństwie do działań pośrednich, takich jak wybór przedstawiciela na stanowisko rządowe, pozwoliłaby pracownikom osiągnąć prawdziwe wyzwolenie.
W swojej książce z 1920 zatytułowanej Direct Action, William Mellor umieścił akcję bezpośrednią jako walkę pomiędzy pracownikiem a pracodawcą o kontrolę „nad ekonomicznym życiem społeczeństwa”. Mellor zdefiniował akcję bezpośrednią „jako użycie jakiejś formy sprawczości ekonomicznej dla zabezpieczenia celów pożądanych przez tych, którzy tę sprawczość posiadają”. Mellor uważał, że akcja bezpośrednia jest narzędziem zarówno właścicieli, jak i robotników, dlatego w swojej definicji uwzględnił lokauty i kartele, a także strajki i sabotaż.
Martin Luther King Jr. uważał, że celem akcji bezpośredniej bez użycia przemocy jest „stworzenie takiego kryzysu i takiego napięcia”, które będzie wymagało reakcji. Retoryka Kinga, Jamesa Bevela i Mahatmy Gandhiego promowała akcję bezpośrednią bez użycia przemocy jako środek do zmiany społecznej. Gandhi i Bevel inspirowali się książką Lwa Tołstoja z 1894 Królestwo Boże jest w tobie, która jest uważana za klasyczny tekst promujący bierny opór.
Do połowy XX wieku sfera akcji bezpośrednich niewątpliwie się rozszerzyła, choć znaczenie tego terminu być może się skurczyło. Wiele kampanii na rzecz zmian społecznych – takich jak te, które dążą do uzyskania praw wyborczych, poprawy warunków pracy, praw obywatelskich, praw do aborcji lub jej zaprzestania, zaprzestania gentryfikacji czy ochrony środowiska – twierdzi, że stosuje przynajmniej niektóre rodzaje agresywnych lub nieagresywnych akcji bezpośrednich.
Niektóre ruchy anty-atomowe stosowały akcje bezpośrednie, zwłaszcza w latach 80. Grupy sprzeciwiające się wprowadzeniu pocisków manewrujących do Wielkiej Brytanii stosowały takie taktyki, jak włamywanie się i okupowanie baz lotniczych Stanów Zjednoczonych oraz blokowanie dróg w celu uniemożliwienia przemieszczania się konwojów wojskowych i zakłócania projektów wojskowych. W USA masowe protesty długo sprzeciwiały się energii jądrowej, broni i interwencjom wojskowym, co doprowadziło do tysięcy aresztowań. Wiele grup założyło również tymczasowe „obozy pokoju” poza bazami lotniczymi, takimi jak Molesworth i Greenham Common, oraz na poligonie Nevada Test Site.
Grupy antyaborcyjne w Stanach Zjednoczonych, zwłaszcza Operation Rescue, często stosowały nieagresywne strajki przy wejściach do klinik aborcyjnych jako formę akcji bezpośredniej pod koniec lat 80. i na początku lat 90. Niekiedy jednak akcje bezpośrednie przybierały formę wandalizmu, wtargnięć, porwać, a nawet morderstw.
Aktywiści antyglobalizacyjni trafili na pierwsze strony gazet na całym świecie w 1999, kiedy to zmusili do wcześniejszego zakończenia konferencji ministerialnej WTO w Seattle, stosując taktykę akcji bezpośredniej. Cel, jaki sobie postawili, czyli zamknięcie spotkania, został bezpośrednio osiągnięty poprzez zablokowanie delegatom WTO dojścia do budynku, w którym miało dojść do spotkania. Aktywiści angażowali się również w niszczenie mienia jako bezpośredniego sposobu wyrażania swojego sprzeciwu wobec kultury korporacyjnej – można to postrzegać jako akcję bezpośrednią, jeśli celem było zamknięcie sklepów na pewien czas, lub pośrednie, jeśli celem było wpłynięcie na politykę korporacji.
Jedna z największych akcji bezpośrednich w ostatnich latach miała miejsce w San Francisco dzień po rozpoczęciu wojny w Iraku w 2003. Dwadzieścia tysięcy ludzi okupowało ulice, a ponad 2000 osób zostało aresztowanych w akcjach wspólnot interesów w centrum San Francisco, gdzie znajdują się siedziby korporacji związanych z wojskiem, takich jak Bechtel.
Akcje bezpośrednie były również stosowane na mniejszą skalę. Uchodźca Salim Rambo został uratowany przed deportacją z Wielkiej Brytanii z powrotem do Demokratycznej Republiki Konga, gdy jedna osoba wstała podczas lotu i nie chciała usiąść. Po dwugodzinnym opóźnieniu mężczyzna został aresztowany, ale pilot odmówił lotu z Rambo na pokładzie. Salim Rambo został ostatecznie zwolniony z aresztu stanowego i do dziś pozostaje na wolności.
Aktywiści na rzecz praw człowieka wykorzystali akcje bezpośrednie w trwającej kampanii na rzecz zamknięcia School of Americas, przemianowanej w 2001 na Instytut Współpracy w Dziedzinie Bezpieczeństwa na Zachodniej Półkuli. W rezultacie 245 obrońców praw człowieka z SOA Watch spędziło łącznie prawie 100 lat w więzieniu. Ponad 50 osób odbywało kary w zawieszeniu.
Organizacje ekologiczne, takie jak Greenpeace, od lat wykorzystują akcje bezpośrednie do wywierania presji na rządy i firmy, by zmieniały politykę ochrony środowiska. 28 kwietnia 2009 aktywiści Greenpeace, w tym Phil Radford, ustawili dźwig naprzeciwko Departamentu Stanu, wzywając światowych przywódców do zajęcia się zmianami klimatycznymi. Wkrótce potem aktywiści Greenpeace zrzucili na Mount Rushmore baner z napisem „History Honors Leaders; Stop Global Warming”, umieszczając twarz prezydenta Baracka Obamy obok innych historycznych prezydentów.
W 2009, po konferencji Power Shift w Waszyngtonie, setki osób zablokowały bramy elektrowni węglowej zasilającej budynek Kongresu USA. W akcji klimatycznej na Kapitolu wzięli udział Bill McKibben, Terry Tempest Williams, Phil Radford, Wendell Berry, Robert Kennedy Junior, Judy Bonds i wiele innych prominentnych postaci ruchu na rzecz sprawiedliwości klimatycznej. 
„Akcja Bezpośrednia” służyła również jako nazwa co najmniej dwóch grup: francuskiej Action Directe, jak również kanadyjskiej grupy częściej znanej jako Squamish Five.„Direct Action” to także nazwa pism australijskiego oddziału Robotników Przemysłowych Świata, jak i brytyjskiej Solidarity Federation. Do 1990 Socjalistyczna Partia Robotnicza Australii wydawała gazetę partyjną, która również nosiła nazwę „Direct Action”, na cześć historii Robotników Przemysłowych Świata. Jedna z następczyń grupy, Rewolucyjna Partia Socjalistyczna, ponownie rozpoczął publikację o tej nazwie.
Food Not Bombs jest często opisywana jako akcja bezpośrednia, ponieważ osoby zaangażowane w nią działają bezpośrednio w celu rozwiązania problemu społecznego. Akcji towarzyszy przekaz antyrządowy i antywojenny, a jej ideą przewodnią jest pokazanie, że kiedy władza wydaje pieniądze na – zdaniem działaczy – niepotrzebne zbrojenia, wielu ludzi umiera z głodu.
Od 2012 na Lower East Side w Nowym Jorku działa Museum of Reclaimed Urban Space, które posiada kronikę historyczną akcji bezpośrednich i oddolnego aktywizmu.

### W Polsce

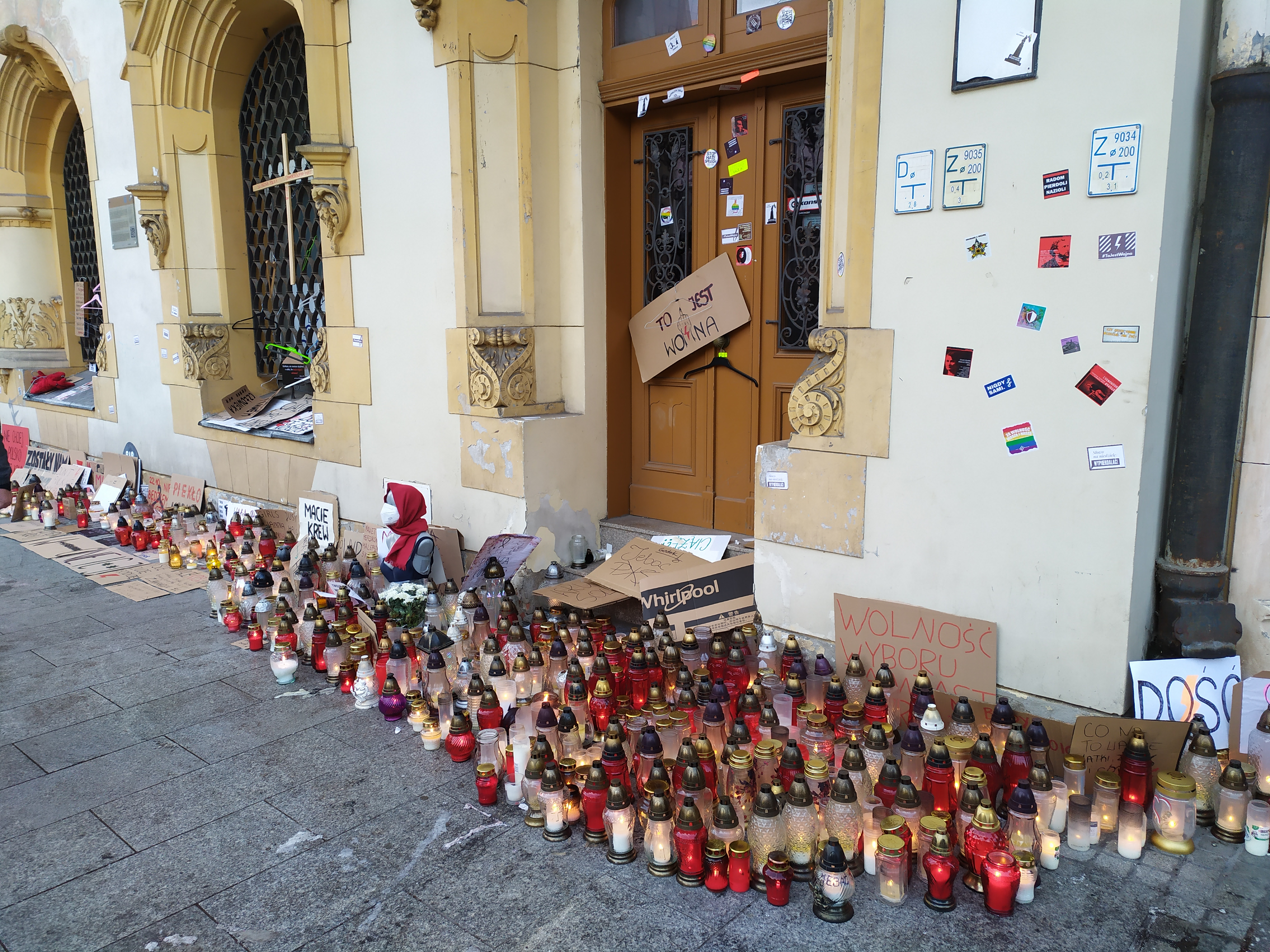
Siedziba Prawa i Sprawiedliwości w Łodzi podczas protestów przeciwko zaostrzeniu przepisów dotyczących aborcji w Polsce (październik 2020) jako przykład stosowania akcji bezpośredniej.

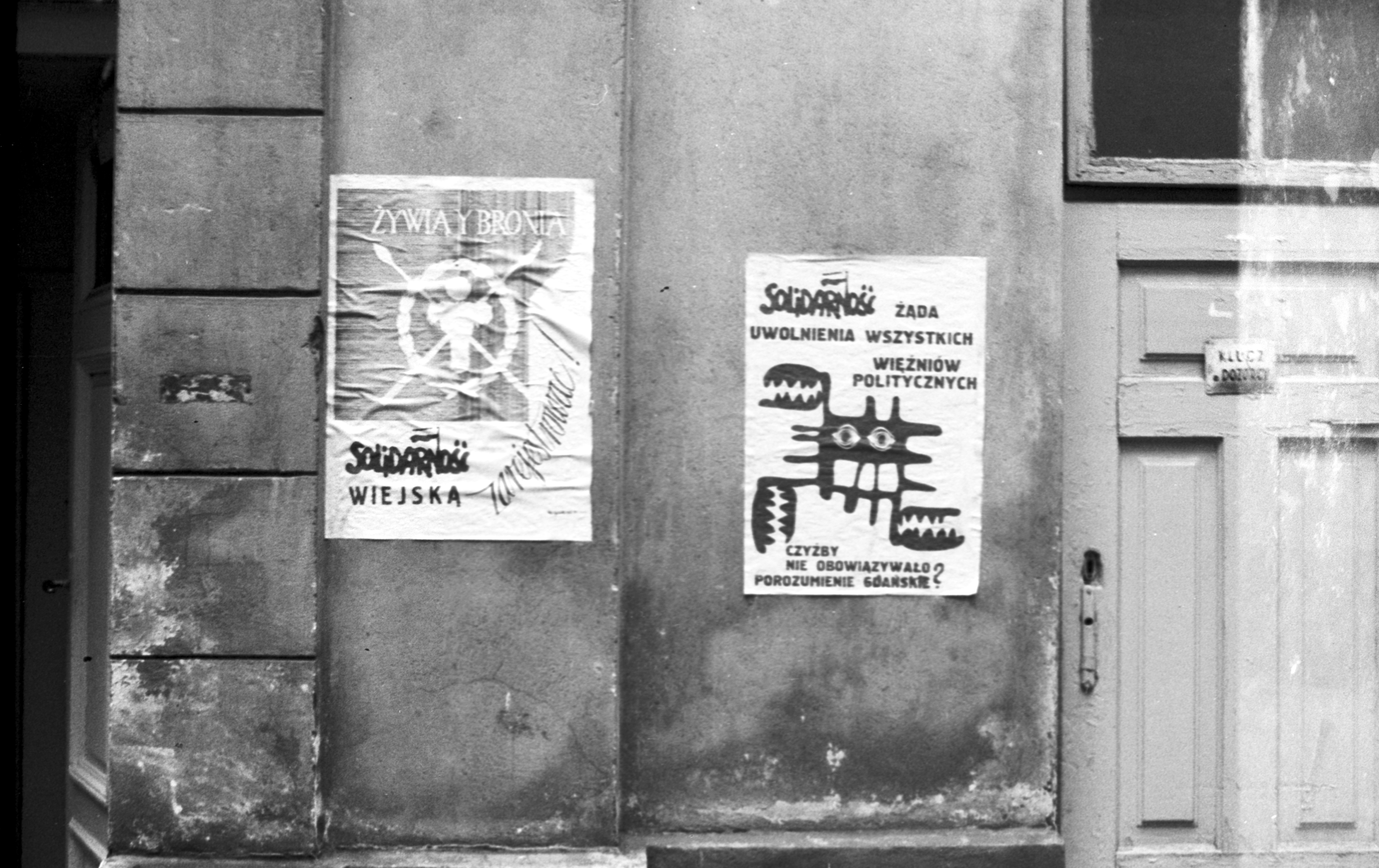
Plakaty Solidarności w 1981 –przykład akcji bezpośredniej.

Na terenach współczesnej oraz historycznej Polski akcje bezpośrednią jako formę walki politycznej stosowano już od początków XX w. Przybierała ona formę strajków, manifestacji, niszczenia własności prywatnej, napadów, zastraszania, jak i również pobić, zabójstw i zamachów. Przy czym, metody te były stosowane niezależnie od opcji politycznej.
W okresie 1903–1907 przemoc polityczna na terenach Królestwa Polskiego przybierała na sile. Spośród dokonanych wówczas akcji bezpośrednich można wymienić przeprowadzane przez członków Organizacji Bojowej PPS napady na pociągi, m.in. pod Rogowem czy Bezdanami. Organizacja dokonywała również zamachów na wysoko postawionych urzędników, policmajstrów i wojskowych; jak i tzw. ekspropriacji. W tym samym okresie podobne metody stosowały takie organizacje jak Międzynarodówka, Federacja Grup Anarchokomunistów „Internacjonał” czy Grupa Rewolucjonistów Mścicieli. Ta ostatnia funkcjonowała od 1910 do 1914 na terenie Łodzi, Częstochowy oraz Krakowa. Dokonywała zabójstw politycznych, rabunków oraz zamachów skierowanych przeciwko przedstawicielom władzy carskiej i austriackiej, jak i burżuazji. Jednym z głośniejszych zabójstw dokonanych przez Mścicieli było postrzelenie 21 czerwca 1912 dyrektora Huty Częstochowa, Mariusza Bojemskiego.
W okresie międzywojennym akcje bezpośrednie były stosowane przez wszystkie stronnictwa polityczne, jak i również grupy społeczne niezwiązane z żadną opcją polityczną. Jedną z powszechniejszych form działania były strajki. Miały również miejsce zamachy na polityków, jak np. zabójstwo Bronisława Pierackiego czy Gabriela Narutowicza.
Akcje bezpośrednie w PRL dalej opierały się na strajkach, przede wszystkim robotniczych oraz studenckich (np. Poznański Czerwiec, Lubelski Lipiec 1980 czy strajk studentów uczelni łódzkich w 1981). Po okresie powstania Niezależnego Samorządnego Związku Zawodowego „Solidarność” akcje bezpośrednie przybrały na sile i polegały – poza demonstracjami – również na rozrzucaniu ulotek, plakatowaniu, happeningach, strajkach głodowych, okupacji budynków itd.
Po upadku komunizmu i powstaniu III Rzeczypospolitej akcje bezpośrednie zaczęły być stosowane przez szerszą grupę społeczeństwa. Dalej miały miejsce strajki, często wymierzone w ówczesne władze oraz przeprowadzane przez nie reformy gospodarcze. Przykładem takiego wystąpienia może być trwający od 2 lipca do 8 września 1991 strajk okupacyjny Miejskiego Przedsiębiorstwa Komunikacyjnego Białystok, w czasie którego pracownicy sami zaczęli kierować przedsiębiorstwem. W późniejszym czasie, tj. 2007, np. Białe miasteczko. Miały również miejsce o wiele bardziej radykalne działania (m.in. plakatowanie, rozdawanie ulotek, happeningi, demonstracje, niszczenie własności itd.) stosowane np. przez Federację Anarchistyczną czy Ruch Wolność i Pokój.
Jedna z głośniejszych akcji bezpośrednich w latach po 2010 miała miejsce w nocy z 28 na 29 lipca, kiedy kolektywy Stop Bzdurom, Gang Samzamęt oraz Poetka zorganizowały akcję obywatelskiego nieposłuszeństwa polegającej na wywieszeniu tęczowych flag na warszawskich pomnikach. Przy każdym umieszczono również odezwę ideową, a na niektórych powieszono różowe chusty z symbolem queer anarchizmu. Pomnikami, na których pojawiły się flagi, były pomnik Marszałka Józefa Piłsudskiego, Mikołaja Kopernika, Jezusa Chrystusa, Wincentego Witosa, a także Syreny. O akcji niemal natychmiast zrobiło się głośno w internecie. Spowodowała ona również wiele kontrowersji, związanych szczególnie z wywieszeniem flagi na pomniku Jezusa Chrystusa przy bazylice Świętego Krzyża w Warszawie. O sprawie wypowiadano się w ogólnopolskich mediach, a środowiska konserwatywne oskarżyły osoby uczestniczące w akcji o profanację.
Akcje bezpośrednie były masowo stosowane podczas protestów przeciwko zaostrzeniu przepisów dotyczących aborcji w Polsce. Po ogłoszeniu przez Trybunał Konstytucyjny orzeczenia, które uznało za niezgodne z konstytucją przepis dopuszczający aborcję z powodu ciężkiego i nieodwracalnego upośledzenia płodu albo nieuleczalnej choroby zagrażającej jego życiu, w wielu polskich miastach, a także za granicą, odbyły się spontaniczne demonstracje, w którym brało udział niekiedy po kilkanaście tysięcy ludzi. Według OKO.press co najmniej 80% haseł wykrzykiwanych przez manifestantów zawierała wulgaryzmy, najpopularniejsze kierowane były w stosunku do Kai Godek, Krzysztofa Bosaka oraz partii Prawo i Sprawiedliwość. Policja poinformowała, że 25 października 2020 (dwa dni po ogłoszeniu orzeczenia) w całym kraju odbyło się łącznie 226 demonstracji.

## Akcje pokojowe

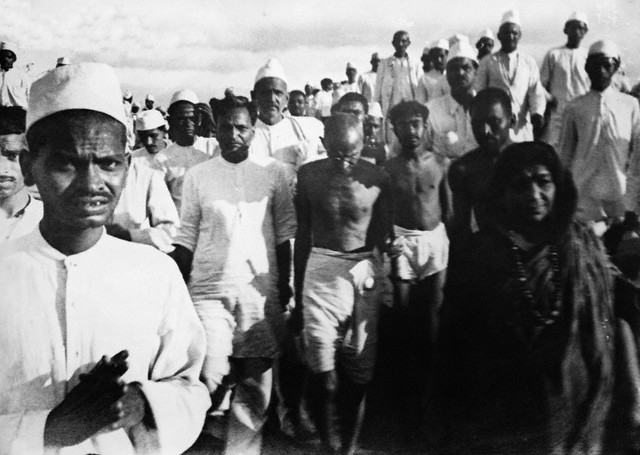
Mahatma Gandhi podczas marszu solnego w 1930.

Marsz na Waszyngton (1963).

Inne terminy określające akcje bezpośrednie bez użycia przemocy to: opór cywilny, obywatelskie nieposłuszeństwo, satjagraha, bierny opór i akcja pozytywna. Przykłady akcji bezpośrednich bez użycia przemocy to m.in. protesty siedzące, siedzenie na drzewie, strajki, okupacje miejsc pracy, blokady ulic, haktywizm czy odmowa płacenia podatków.
Gene Sharp w swojej książce Social Power and Political Freedom akcje pokojowe opisał w ten sposób:

Akcje pokojowe to te metody protestu, oporu i interwencji bez przemocy fizycznej, w których członkowie grupy niestosującej przemocy robią lub odmawiają robienia pewnych rzeczy. Mogą oni popełniać akty zaniechania - odmawiać wykonania czynności, które zwykle wykonują, których wykonania oczekuje się od nich na mocy zwyczaju, lub których wykonania wymaga się od nich na mocy przepisów ustawowych lub wykonawczych; lub akty czynu – wykonywanie czynności, których zwykle nie wykonują, których wykonania nie oczekuje się od nich na mocy zwyczaju, lub których wykonania zabraniają im przepisy ustawowe lub wykonawcze; lub kombinację obu tych czynności.

Martin Luther King Jr. radził, aby przed podjęciem akcji bezpośrednich najpierw upewnić się, że istnieje problem, edukować innych na ten temat, negocjować z przeciwnikiem w taki sposób, aby skłonić go do współpracy, a nie uczynić z niego wroga, a następnie, jeśli to nie przyniesie żadnych skutków, podjąć akcję bezpośrednią. Proponowane przez niego akcje bezpośrednie obejmowały bojkoty, marsze, kampanie pisania listów, głosowania, a także sztukę publiczną i performance.
Metody Mahatmy Gandhiego nie zakładały bezpośredniej konfrontacji i można je określić jako „likwidacja poparcia” bez łamania prawa. W dużej mierze symboliczne i pokojowe, preferowane przez niego działania mogą obejmować „wycofanie członkostwa, uczestnictwa lub obecności w obsługiwanych przez rząd szkołach, sądach i wszystkich oficjalnych instytucjach”.
George Lakey, socjolog, aktywista polityczny oraz autor wielu książek na temat akcji pokojowych. Jako swoje podstawy do działania uznaje "realne cele, protesty bez użycia przemocy, ukierunkowane kampanie i wierność swoim wartościom”. W 2018 odświeżył w nowym wydaniu swoją książkę z 1965  A Manual for Direct Action w How We Win: A Guide to Nonviolent Direct Action Campaigning. W wywiadzie z 2019 Lakey powiedział: „Po prostu byłem tak napędzany nie tylko przez serce, które mówiło, że zabijanie innej osoby jest po prostu proste, fundamentalnie złe, ale także pragmatyczne argumenty, które wynikały z niezwykłych sukcesów, które znalazłem w historii, kiedy ludzie odważnie próbowali niestosowania przemocy i to działało”.

## Akcje z użyciem przemocy
Akcja bezpośrednia z użyciem przemocy to każda akcja bezpośrednia, która wykorzystuje siłę fizyczną przeciwko osobom lub mieniu. Przykłady takiej akcji bezpośredniej obejmują: zamieszki, lincz, terroryzm, zabójstwa polityczne, uwalnianie więźniów politycznych, zakłócanie działań policji i zbrojna insurekcja.
Insurekcjonizm to bojowa szkoła anarchizmu zajmująca się przede wszystkim bezpośrednimi akcjami przeciwko rządom; postrzegają państwa jako z natury kontrolowane przez klasy wyższe, a tym samym niemożliwe do zreformowania. Insurekcjoniści podejmują gwałtowne akcje przeciwko państwu i innym celom. Większość insurekcjonistów w dużej mierze odrzuca masowe organizacje oddolne tworzone przez innych anarchistów, zamiast tego wzywając do skoordynowanych działań bojowych, które mają być podejmowane przez zdecentralizowane sieci komórek. Insurekcjoniści nawołują do ciągłego konfliktu klasowego przeciwko bogatym i wyższym klasom. W przeciwieństwie do innych anarchistów, wzywają również do tworzenia anarchistycznych społeczeństw masowych poprzez przejmowanie i zajmowanie ziemi od państwa, tak jak to ma miejsce w społeczeństwie neozapatystowskim czy w Rożawie. Insurekcjoniści angażowali się w masowe protesty i akcje bezpośrednie przeciwko państwu, od Rosji po Stany Zjednoczone w przeciwieństwie do innych anarchistów, którzy nawołują do tworzenia spółdzielni i małych stowarzyszeń w ramach społeczności. Zaś zdecydowana większość z nich nie angażuje się w działania stricte bojówkarskie.
Ann Hansen, członkini Squamish 5, grupy znanej również jako Vancouver 5, kanadyjska anarchistka i samozwańcza bojowniczka miejska, napisała w swojej książce Direct Action: Memoirs of an Urban Guerrilla:

Istotą akcji bezpośredniej... jest walka ludzi o siebie, odrzucenie tych, którzy twierdzą, że reprezentują ich prawdziwe interesy, czy to rewolucjonistów, czy urzędników państwowych. Jest to idea o wiele bardziej wywrotowa niż nieposłuszeństwo obywatelskie, ponieważ nie ma na celu zreformowania czy wpłynięcia na władzę państwową, ale jej podważenie poprzez pokazanie, że jest niepotrzebna i szkodliwa. Kiedy ludzie uciekają się do przemocy, aby chronić swoją społeczność przed atakami rasistowskimi lub aby chronić swoje środowisko przed ekologiczną destrukcją, podejmują akcję bezpośrednią.

## Niszczenie własności

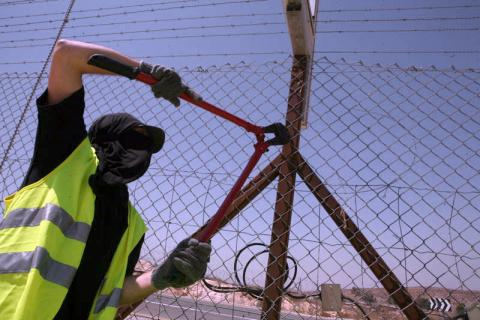
Niszczenie płotów na granicy przez aktywistę Anarchists Against the Wall (2007).

Niszczenie własności może obejmować wandalizm, kradzież, włamanie, sabotaż, tree-spiking, podpalenie, zamach bombowy, czy ekoterroryzm. Podpalenie, zwyczajowo uważane za przestępstwo przeciwko własności, jest często klasyfikowane przez prawo jako przestępstwo z użyciem przemocy.
Dieter Rucht twierdzi, że określenie, czy dany czyn jest przemocą, mieści się w pewnym spektrum, gdzie mniejsze szkody materialne wyraźnie nie są przemocą, obrażenia ludzi są wyraźnie przemocą, a czyny pomiędzy nimi mogą być zakwalifikowane jako przemoc w zależności od okoliczności. Stwierdza on, że definicje „przemocy” są bardzo zróżnicowane, a perspektywy kulturowe mogą również wpływać na kształt takiej etykiety. Przedstawia on zdanie, że lepsza jest podstawowa definicja przemocy z 1969: „Przemoc oznacza celowo spowodowane uszkodzenie/zniszczenie mienia lub zranienie/zabicie ludzi”.
Niektóre grupy aktywistów, takie jak Front Wyzwolenia Ziemi i Front Wyzwolenia Zwierząt, stosują akcje bezpośrednie, które obejmują niszczenie mienia, podpalenia i sabotaż. Twierdzą, że nie stosują przemocy, a przemocą jest krzywda skierowana przeciwko istotom żywym, a nie własności.
Przykładem tego jest Jerry Vlasak, rzecznik Północnoamerykańskiego Biura Prasowego Wyzwolenia Zwierząt, w swoim wystąpieniu na konferencji dotyczącej praw zwierząt w 2003. Przyzwalał na przemoc dla ich sprawy, w tym zabójstwa wiwisektorów, i stwierdził, że spodziewa się, iż w końcu ktoś zginie w jednym z ich podpaleń, po czym Steven Best stwierdził, że przemówienie Vlasaka było jedynie hipotetyczną gadaniną.
Prawo amerykańskie i międzynarodowe włącza akty przeciwko mieniu do definicji przemocy i stwierdza, że nawet w czasie wojny „Zniszczenie [mienia] jako cel sam w sobie jest naruszeniem prawa międzynarodowego”.

## Ekstremizm
W Wielkiej Brytanii, Ministerstwo Sprawiedliwości zakwalifikowało niektórych eko-aktywistów jako ekstremistów. "Ekstremistów środowiskowych opisuje się jako popełniających działalność przestępczą motywowaną szeroką filozofią i ruchem społecznym skupionym na trosce o ochronę i poprawę stanu środowiska naturalnego", oraz "Działalność ekstremistów krajowych ma charakter bardziej przestępczy niż działalność aktywistów – ale nie jest to terroryzm”.